# Den Haag Centraal vasútállomás
Den Haag Centraal vasútállomás a Hollandiában található Hágában.

## Vasútvonalak
Az állomást az alábbi vasútvonalak érintik:
- Gouda–DenHaag-vasútvonal
- Amsterdam–Rotterdam-vasútvonal
- RandstadRail 2
- RandstadRail 2
- RandstadRail 3
- RandstadRail 3
- RandstadRail 4
- RandstadRail 4
- Haaglanden tram line 6
- Haaglanden tram line 6
- Haaglanden tram line 9
- Haaglanden tram line 9
- Haaglanden tram line 15
- Haaglanden tram line 15
- Haaglanden tram line 16
- Haaglanden tram line 16
- Haaglanden tram line 17
- Haaglanden tram line 17

## Kapcsolódó állomások
A vasútállomáshoz az alábbi állomások vannak a legközelebb:
- Den Haag Laan van NOI vasútállomás
- Voorburg vasútállomás
- Den Haag Hollands Spoor station
- Spui
- Ternoot
- Spui
- Beatrixkwartier
- Spui
- Beatrixkwartier
- Spui
- Ternoot
- Malieveld
- Kalvermarkt-Stadhuis
- Korte Voorhout
- Korte Voorhout
- Kalvermarkt-Stadhuis
- Weteringplein